# Bruille-lez-Marchiennes
Bruille-lez-Marchiennes – miejscowość i gmina we Francji, w regionie Hauts-de-France, w departamencie Nord.
Według danych na rok 1990 gminę zamieszkiwało 1129 osób, a gęstość zaludnienia wynosiła 261 osób/km² (wśród 1549 gmin regionu Nord-Pas-de-Calais Bruille-lez-Marchiennes plasuje się na 524. miejscu pod względem liczby ludności, natomiast pod względem powierzchni na miejscu 738.).